# 伊泰煤炭
內蒙古伊泰煤炭股份有限公司，簡稱伊泰煤炭、伊泰B股、內蒙古伊泰煤炭股份，以及內蒙古伊泰煤炭（英語：INNER MONGOLIA YITAI COAL COMPANY LIMITED，上交所：900948、港交所除牌前：3948），在1997年由内蒙古伊泰集团有限公司分拆成立，專門在中國內地内蒙古自治区經營生產及銷售各種煤炭產品。
而股份在1997年8月8日於上海證券交易所，以發行16600万B股，募集资金5.2亿元人民幣上市，也是自從内蒙古鄂尔多斯资源股份有限公司上市後，第2家內蒙古企業來到上海以B股美元結算上市，而總部位於内蒙古鄂尔多斯市东胜区天骄北路伊泰大厦。董事長為張東海，以及總裁葛耀勇。
而在2011年接近復活節假期，計劃以集资15亿美元(相当于117亿港元)來港上市，但未證實。
2012年，伊泰煤炭将持有的内蒙古伊泰药业有限责任公司88%股权出售予康恩贝，企业更名为内蒙古康恩贝药业有限公司。
2012年5月28日，伊泰煤炭與母公司伊泰集團簽訂一份資產轉讓協議，公司將以84.46億元代價收購後者持有的伊泰寶山和伊泰同達各73%權益，涵蓋誠意煤礦、大地精煤礦及白家梁煤礦所有業務，以及其他煤炭相關資產。
2012年6月29日，伊泰煤炭在香港進行招股，引人7名策略投資者，包括寶山鋼鐵、大唐發電、內蒙Man Shi Investment、King Link、諾安基金、Ordos Vanzip等，預計招股價為43至53港元之間，集資額為86億港元。伊泰煤炭是首家在B股和H股同步上市的公司。。

## 大股東
- 伊泰集團61.09%。

## 連結
- YitaiGroup.com/mt/Index.aspx